# Бобрик (Брестская область)
Бо́брик (бел. Бобрык) — деревня в Пинском районе Брестской области Белоруссии. Административный центр Бобриковского сельсовета.

## История
Деревня является давней собственностью семьи Бортновских.
- Начало XX века — имение становится собственностью Гутовских
- 1913 год — земли и фольварк покупает барон Арист Арнольд Маас, который позже приобретает имения Хотыничи и Мальковичи (сегодняшние деревни Ганцевичского района)
- 1919 год — смерть А. Мааса, его владения наследуют жена и дети Александр, Эмилия Мария, Надежда Вера, Хелена Элиза, а также родственник Александр Маньковский
- 1944 год — фашистами уничтожено 77 дворов

## География
Расположена на автодороге Ганцевичи — Логишин Р105 в 55 км от города Пинск.

## Население
По переписи 2019 года в деревне насчитывалось 292 жителя.

## Культура
- Музейная комната "Мой родны кут"

## Достопримечательности
- Памятник землякам, погибшим в годы Великой Отечественной войны;
- Памятник В. И. Чапаеву.